# Calceína
La calceína, también conocida como fluorexona, es un colorante fluorescente con fórmula C30H26N2O13. Fluoresce en verde con excitación y emisión en longitudes de onda 495 y 515 nm, respectivamente. Estructuralmente se puede considerar un derivado del trifenilmetano.

## Usos
La calceína tiene grupos iminodiacéticos, como lo tienen las complexonas, y es sensible al pH y a la presencia de cationes metálicos, por lo que se utiliza en valoraciones complexométricas y en la fotometría de iones de Al, Ca, Ga, In, Tl, Bi, Fe, Ti, Zr, V, Cu, Zn, así como de algunas tierras raras., Un ejemplo es la determinación del calcio en los vinos.
La calceína también se usa como agente de tinción celular. En particular el derivado acetoximetilado, la calceína AM, que no es fluorescente, es absorbida por las células vivas siendo transportado a través de la membrana celular. La actividad de las enzimas estearasas transforma la calceína AM en calceína que si es fuertemente fluorescente. Siendo las estearasas únicamente activas en las células vivas el uso de la Calceína AM permite la distinción del tejido vivo del muerto.
La calceína puede usarse también para la detección de estructuras vesiculares de polímeros mediante microscopía de fluorescencia. La calceína también ha sido usada para la detección de la tasa de crecimiento de bivalvos gracias a la unión entre la calceína y el calcio del carbonato durante la biomineralización.,